# Bentley Glass
Pour les articles homonymes, voir Bentley et Glass.
Hiram Bentley Glass, né le 17 janvier 1906 en Chine et mort le 16 janvier 2005 à Boulder au Colorado; est un généticien et un remarquable chroniqueur américain. Ses écrits ont été légués et sont consultables à l'American Philosophical Society.

## Parcours universitaire et titres
Il est né en Chine de parents missionnaires.
Il fit ses études secondaires à l'université Baylor à Waco au Texas. Il poursuivit ensuite son éducation à l'université du Texas à Austin, où il reçut son Ph. D., sous la direction du généticien Hermann Joseph Muller. Son premier poste universitaire important fut à l'université Johns-Hopkins, alors qu'il était aussi chroniqueur régulier pour le quotidien Baltimore Evening Sun.
En 1965, Glass devint vice-président et professeur de biologie à l'université d'État de New York à Stony Brook.
Au cours de sa carrière scientifique, il reçut de nombreux titres de distinction universitaires, parmi lesquels :
- Rédacteur en chef de The Quarterly Review of Biology, 1944-1986
- Rédacteur en chef de Science, 1953
- Président de l'Institut américain des sciences biologiques (American Institute of Biological Sciences, AIBS), 1954-1956
- Président du chapitre du Maryland de l'Union américaine des libertés civiles (American Civil Liberties Union, ACLU), 1955-1965
- Président de l'Association américaine des professeurs d'université (American Association of University Professors, AAUP), 1958-1960
- Président du conseil d'administration du Biological Sciences Curriculum Study (BSCS), 1959-1965
- Président de l'American Society of Human Genetics (ASHG), 1967
- Président de la Phi Beta Kappa, 1967-1970
- Président de l'Association américaine pour l'avancement de la science (AAAS), 1969
- Président de la National Association of Biology Teachers (NABT), 1971